# Universidad Latina de América
Universidad Latina de América (UNLA) es una institución educativa privada de nivel medio superior y superior, con sede en la ciudad de Morelia, Michoacán, México. Fue fundada en el año de 1991 en la ciudad de Morelia Michoacán. La Institución es de carácter laico, y pertenece a una asociación integrada por empresarios michoacanos entre los que se encuentran Carlos Torres Manzo (quien fue gobernador de Michoacán), Octavio Peña Torres, y Rafael Genel Manzo, quienes son a su vez los fundadores. 

## Datos generales
- Nombre: Universidad Latina de América A.C. (UNLA)
- Escudo: Un mundo con el continente americano y un blasón en el fondo con el nombre y lema.
- Lema: "Al Bienestar por la Cultura".

- Se encuentra acreditada por la FIMPES con LISA y LLANA